# Sundasciurus lowii
Sundasciurus lowii е вид бозайник от семейство Катерицови (Sciuridae).

## Разпространение
Видът е разпространен в Бруней, Индонезия (Калимантан и Суматра), Малайзия (Западна Малайзия, Сабах и Саравак) и Тайланд.